# 联合国M49分类编码
联合国M49分类编码（英语：UN M49 codes）是一份由聯合國用於地理分区和分组统计目標對國家及地區進行編碼的技術文件，每個三位由數字組成的區域代碼可以是指各式各樣的地理、政治或經濟區域，像一個大洲，一個國家或人類發展分類下的一組。
由聯合國統計部門維護的联合国M49分類編碼所設計中含有聯合國地理方案。
統一碼通用當地數據儲存庫所提供的Territory Containment（UN M49）則保留了世界、大陸、次大陸的三位數字編碼，而下一層的國家和地區則使用兩碼羅馬字母的國家碼。